# Antički brodolom kod Svetca
Ostatci antičkog brodoloma nalaze se kod otoka Svetca.

## Opis
Ulomci amfora tipova Dressel 2-4 i Richborough 527 iz 1 stoljeća razasuti su na pjeskovitom dnu kod otoka Sveca. Pod pijeskom se nalaze i drugi ostaci brodskog tereta i opreme, te drveni ostaci brodske konstrukcije.

## Zaštita
Pod oznakom Z-78 zaveden je kao nepokretno kulturno dobro - pojedinačno, pravna statusa zaštićena kulturnog dobra, klasificirano kao "arheološka baština".